# Bursa
Bursa (tiếng Ottoman Turkish: بورسا) là một thành phố lớn nằm ở phía tây bắc Anatolia, thuộc vùng Marmara, Thổ Nhĩ Kỳ. Đây là thành phố đông dân thứ hai của vùng Marmara và là thành phố đông dân thứ tư cả nước. Nó là trung tâm công nghiệp và thương mại của Thổ Nhĩ Kỳ, đặc biệt là ngành công nghiệp ô tô và là thủ phủ của tỉnh Bursa.
Bursa là thủ đô chính đầu tiên và thứ hai của Đế quốc Ottoman từ giữa 1335 và 1363. Thành phố này được gọi là Hüdavendigar (خداوندگار trong tiếng Ba Tư có nghĩa là "Món quà của Chúa") trong khoảng thời gian Ottoman, trong khi một biệt danh gần đây của thành phố là Yeşil Bursa ("Green Bursa") liên quan đến các công viên và khu vườn nằm trong kết cấu đô thị của nó cũng như các khu rừng rộng lớn và đa dạng của khu vực xung quanh. Núi Uludağ tên cổ đại là Mysian Olympus nằm tại tỉnh Bursa là một khu nghỉ dưỡng trượt tuyết nổi tiếng. Bursa có sự tăng trưởng đô thị khá ngăn lắp và tiếp giáp với một đồng bằng màu mỡ. Các lăng mộ của các vị vua thời Ottoman đầu tiên nằm tại Bursa, và các địa danh chính của thành phố bao gồm nhiều tòa nhà được xây dựng trong suốt thời kỳ Ottoman. Bursa cũng có phòng tắm nhiệt, lâu đài Ottoman cũ, cung điện và một số bảo tàng.
Hai nhật vật chính của rối bóng là Karagöz và Hacivat (Di sản văn hóa phi vật thể được UNESCO công nhận) dựa trên các nhân vật lịch sử đã sống và chết ở Bursa vào thế kỷ 14. Thành phố này còn nổi tiếng với Thịt nướng kebab, thịt viên Kofte, mứt hạt dẻ Marron và đào. Bursa có Đại học Bursa Uludağ, một trong những trường đại học hàng đầu tại Thổ Nhĩ Kỳ. Các thị trấn lịch sử lân cận khác như İznik (Nicaea), Zeytinbağı (Tirilye). Tính đến năm 2015, thành phố có 1.854.285 người.

## Lịch sử
Khu định cư đầu tiên của con người được biết đến gần vị trí hiện tại của Bursa là tại Ilıpınar Höyüğü vào khoảng năm 5200 trước Công nguyên. Tiếp theo là thành phố Cius thời Hy Lạp cổ đại mà vua Philippos V của Macedonia đã tặng cho Prusias I của Bithynia vào năm 202 trước Công nguyên. Prusias xây dựng lại thành phố và đổi tên thành Prusa (tiếng Hy Lạp cổ: Προῦσα; đôi khi được gọi là Prussa). Sau 128 năm trị vì Bithynia, vị vua cuối cùng là Nicomedes IV đã trao toàn bộ vương quốc cho Đế quốc La Mã vào năm 74 trước Công nguyên. Kho báu La Mã sớm đã được tìm thấy ở vùng lân cận Bursa vào đầu thế kỷ 20 bao gồm các vật phẩm nhà vệ sinh nữ bằng bạc hiện đang được trưng bày tại Bảo tàng Anh.
Bursa trở thành thành phố thủ đô chính đầu tiên của Đế quốc Ottoman sau khi đế quốc này chiếm được Đông La Mã vào năm 1326. Kết quả là thành phố đã chứng kiến một sự phát triển đô thị đáng kể trong suốt thế kỷ 14. Sau khi chinh phục Edirne (Adrianople) tại Đông Thrace, Ottoman đã biến nó thành thủ đô mới vào năm 1363, nhưng Bursa vẫn giữ được tầm quan trọng về mặt tinh thần và thương mại của mình trong đế quốc. Bayezid I cho xây dựng Nhà thờ Hồi giáo Bayezid I ở Bursa trong khoảng từ 1390 đến 1395 và Đại giáo đường Bursa trong khoảng từ 1396 đến 1400. Sau khi Bayezid bị đánh bại trong Trận Ankara bởi cháu trai của Timur Muhammad Sultan Mirza vào năm 1402, thành phố bị cướp phá và đốt cháy. Mặc dù vậy, Bursa vẫn là trung tâm hành chính và thương mại quan trọng nhất của đế quốc cho đến khi Mehmed II chinh phục Constantinople vào năm 1453. Dân số Bursa là 45.000 người vào năm 1487.
Trong thời kỳ Ottoman, Bursa tiếp tục là nguồn cung cấp hầu hết các sản phẩm lụa cho hoàng gia. Ngoài việc sản xuất tơ lụa địa phương, thành phố đã nhập lụa thô từ Iran và đôi khi từ Trung Quốc, và nó là trung tâm sản xuất chính về áo kaftan, gối, sản phẩm thêu và lụa cung cấp cho các cung điện Ottoman cho đến thế kỷ 17. Sau khi thành lập Cộng hòa Thổ Nhĩ Kỳ vào năm 1923, Bursa trở thành một trong những trung tâm công nghiệp của đất nước. Sự phát triển kinh tế của thành phố theo sau là sự gia tăng dân số, Bursa nhanh chóng trở thành thành phố đông dân thứ tư ở Thổ Nhĩ Kỳ.
Theo truyền thống, thành phố này là một điểm thu hút và là một trung tâm lớn cho những người tị nạn của các dân tộc khác nhau di cư đến Anatolia từ Balkan sau khi lãnh thổ Ottoman ở châu Âu bị thu hẹp dần từ giữa cuối thế kỷ 19 và đầu thế kỷ 20. Sự xuất hiện gần đây nhất của người Thổ Nhĩ Kỳ Balkan diễn ra vào những năm 1940 cho đến những năm 1990, khi Cộng hòa Nhân dân Bulgaria trục xuất khoảng 150.000 người Thổ Nhĩ Kỳ Bulgaria về Thổ Nhĩ Kỳ. Khoảng một phần ba trong số 150.000 người tị nạn Thổ Nhĩ Kỳ từ Bulgaria đã định cư ở Bursa. Với việc xây dựng các khu công nghiệp mới vào những năm 1980-2000, rất nhiều người từ miền đông đất nước đã đến và định cư tại Bursa.

## Địa lý và khí hậu
Bursa nằm trên sườn tây bắc của núi Uludağ ở vùng nam Marmara. Đây là thủ phủ của tỉnh Bursa, tiếp giáp biển Marmara và Yalova về phía bắc; Kocaeli và Sakarya về phía đông bắc; Bilecik về phía đông; giáp Kütahya và Balıkesir về phía nam. Thành phố nằm trên độ cao 100 mét trên mực nước biển.
Các tỉnh và thành phố giáp ranh là Balıkesir về hướng tây, Kütahya về hướng nam, Bilecik và Sakarya về hướng đông, Kocaeli về hướng tây bắc và Yalova về hướng bắc.
Bursa có khí hậu Địa Trung Hải theo phân loại khí hậu Köppen và khí hậu ôn đới mùa hè khô nóng theo phân loại khí hậu Trewartha. Thành phố có mùa hè khô và nóng kéo dài từ tháng 6 đến tháng 9. Mùa đông lạnh và ẩm ướt cũng là khoảng thời gian mưa nhiều nhất. Có thể có tuyết sẽ rơi, kéo dài trong một hoặc hai tuần.
| Dữ liệu khí hậu của Bursa (1926–2017)                | Dữ liệu khí hậu của Bursa (1926–2017) | Dữ liệu khí hậu của Bursa (1926–2017) | Dữ liệu khí hậu của Bursa (1926–2017) | Dữ liệu khí hậu của Bursa (1926–2017) | Dữ liệu khí hậu của Bursa (1926–2017) | Dữ liệu khí hậu của Bursa (1926–2017) | Dữ liệu khí hậu của Bursa (1926–2017) | Dữ liệu khí hậu của Bursa (1926–2017) | Dữ liệu khí hậu của Bursa (1926–2017) | Dữ liệu khí hậu của Bursa (1926–2017) | Dữ liệu khí hậu của Bursa (1926–2017) | Dữ liệu khí hậu của Bursa (1926–2017) | Dữ liệu khí hậu của Bursa (1926–2017) |
| Tháng                                                | 1                                     | 2                                     | 3                                     | 4                                     | 5                                     | 6                                     | 7                                     | 8                                     | 9                                     | 10                                    | 11                                    | 12                                    | Năm                                   |
| ---------------------------------------------------- | ------------------------------------- | ------------------------------------- | ------------------------------------- | ------------------------------------- | ------------------------------------- | ------------------------------------- | ------------------------------------- | ------------------------------------- | ------------------------------------- | ------------------------------------- | ------------------------------------- | ------------------------------------- | ------------------------------------- |
| Cao kỉ lục °C (°F)                                   | 25.2 (77.4)                           | 26.9 (80.4)                           | 32.5 (90.5)                           | 36.2 (97.2)                           | 38.2 (100.8)                          | 41.3 (106.3)                          | 43.8 (110.8)                          | 42.6 (108.7)                          | 40.3 (104.5)                          | 37.3 (99.1)                           | 34.0 (93.2)                           | 27.3 (81.1)                           | 43.8 (110.8)                          |
| Trung bình ngày tối đa °C (°F)                       | 9.4 (48.9)                            | 10.4 (50.7)                           | 13.7 (56.7)                           | 18.9 (66.0)                           | 23.8 (74.8)                           | 28.3 (82.9)                           | 30.8 (87.4)                           | 30.9 (87.6)                           | 27.2 (81.0)                           | 21.9 (71.4)                           | 16.5 (61.7)                           | 11.5 (52.7)                           | 20.3 (68.5)                           |
| Trung bình ngày °C (°F)                              | 5.3 (41.5)                            | 6.2 (43.2)                            | 8.3 (46.9)                            | 12.9 (55.2)                           | 17.6 (63.7)                           | 22.0 (71.6)                           | 24.5 (76.1)                           | 24.2 (75.6)                           | 20.1 (68.2)                           | 15.4 (59.7)                           | 10.9 (51.6)                           | 7.3 (45.1)                            | 14.6 (58.3)                           |
| Tối thiểu trung bình ngày °C (°F)                    | 1.6 (34.9)                            | 2.1 (35.8)                            | 3.5 (38.3)                            | 7.1 (44.8)                            | 11.3 (52.3)                           | 14.8 (58.6)                           | 17.1 (62.8)                           | 17.1 (62.8)                           | 13.6 (56.5)                           | 10.1 (50.2)                           | 6.3 (43.3)                            | 3.4 (38.1)                            | 9.0 (48.2)                            |
| Thấp kỉ lục °C (°F)                                  | −20.5 (−4.9)                          | −25.7 (−14.3)                         | −10.5 (13.1)                          | −4.2 (24.4)                           | 0.8 (33.4)                            | 4.0 (39.2)                            | 8.3 (46.9)                            | 7.6 (45.7)                            | 3.3 (37.9)                            | −1.0 (30.2)                           | −8.4 (16.9)                           | −17.9 (−0.2)                          | −25.7 (−14.3)                         |
| Lượng Giáng thủy trung bình mm (inches)              | 89.3 (3.52)                           | 76.1 (3.00)                           | 69.6 (2.74)                           | 62.9 (2.48)                           | 49.6 (1.95)                           | 33.8 (1.33)                           | 21.6 (0.85)                           | 16.5 (0.65)                           | 41.7 (1.64)                           | 66.8 (2.63)                           | 78.0 (3.07)                           | 101.0 (3.98)                          | 706.9 (27.83)                         |
| Số ngày giáng thủy trung bình                        | 14.5                                  | 13.2                                  | 12.2                                  | 11.1                                  | 8.7                                   | 5.8                                   | 2.9                                   | 2.8                                   | 5.0                                   | 9.0                                   | 11.0                                  | 14.1                                  | 110.3                                 |
| Độ ẩm tương đối trung bình (%)                       | 77                                    | 76                                    | 75                                    | 72                                    | 71                                    | 65                                    | 62                                    | 64                                    | 67                                    | 75                                    | 78                                    | 78                                    | 72                                    |
| Số giờ nắng trung bình tháng                         | 86.8                                  | 96.1                                  | 130.2                                 | 174.0                                 | 241.8                                 | 297.0                                 | 334.8                                 | 313.1                                 | 237.0                                 | 173.6                                 | 123.0                                 | 89.9                                  | 2.297,3                               |
| Số giờ nắng trung bình ngày                          | 2.8                                   | 3.4                                   | 4.2                                   | 5.8                                   | 7.8                                   | 9.9                                   | 10.8                                  | 10.1                                  | 7.9                                   | 5.6                                   | 4.1                                   | 2.9                                   | 6.3                                   |
| Nguồn 1: Cục Khí tượng Nhà nước Thổ Nhĩ Kỳ           |                                       |                                       |                                       |                                       |                                       |                                       |                                       |                                       |                                       |                                       |                                       |                                       |                                       |
| Nguồn 2: Deutscher Wetterdienst (humidity 1973–1993) |                                       |                                       |                                       |                                       |                                       |                                       |                                       |                                       |                                       |                                       |                                       |                                       |                                       |

## Hành chính

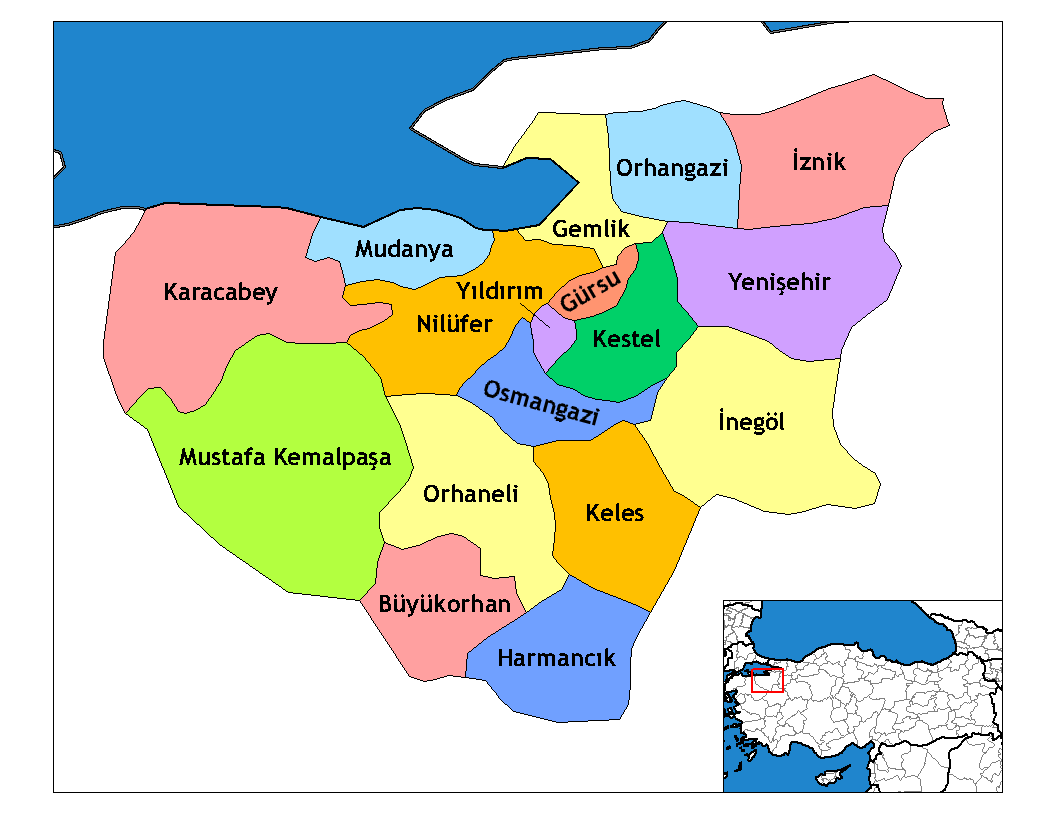
Bản đồ hành chính của thành phố Bursa

Thành phố gồm 17 đơn vị hành chính cấp huyện:
- Büyükorhan
- Gemlik
- Gürsu
- Harmancık
- İnegöl
- İznik
- Karacabey
- Keles
- Kestel
- Mudanya
- Mustafakemalpaşa
- Nilüfer
- Orhaneli
- Orhangazi
- Osmangazi
- Yenişehir
- Yıldırım

## Phát triển đô thị
Năm 1987, các huyện Nilüfer, Osmangazi và Yıldırım được hợp thành cụm đô thị (büyük şehir) Bursa. Năm 2004, vùng đô thị được mở rộng với bán kính 30 km, bao gồm thêm địa bàn của 4 huyện nữa, gồm Gemlik, Gürsu, Kestel, Mudanya.
Từ năm 2012, Thổ Nhĩ Kỳ thông qua luật, công nhận các tỉnh có dân số trên 750.000 người là những đại đô thị, có ranh giới đô thị trùng với ranh giới của tỉnh. Thành phố Bursa được mở rộng ranh giới trùng với tỉnh Bursa.